# Amarsipus carlsbergi
Amarsipus carlsbergi es una especie de pez actinopeterigio marino, la única del género monotípico Amarsipus que a su vez es el único de la familia amarsípidos. Su nombre procede del griego: a (sin) y marsipos (bolsa)

## Morfología
Cuerpo translúcido, con la base de las aletas de la parte media del cuerpo casi transparentes. La longitud máxima descrita fue de 21,2 cm en un ejemplar macho. En la aleta dorsal tienen de 10 a 12 espinas y de 22 a 27 radios blandos, mientras que en la aleta anal tienen una espina y 27 a 32 radios blandos, aunque aún está por confirmar si en la anal no tienen ninguna espina.

## Distribución y hábitat
Se distribuye por islas del océano Índico y suroeste del océano Pacífico por la mayor parte de Oceanía. De hábitat marino tropical, los ejemplares adultos habitan en un rango de profundidades entre los 30 m y los 130 m, mientras que los jóvenes suelen estar en las zonas más profundas. Los adultos son capturados con redes de arrastre pelágicas hasta los 130 m; es probable que esta especie rara pertenezca al complejo interzonal migratorio de especies pelágicas.